# 孙殿才
孙殿才（1909年—1975年1月18日），男，宁夏中宁人，中华人民共和国政治人物。曾任西北行政委员会委员、宁夏省人民政府副主席。

## 生平
1954年，当选第一届全国人民代表大会代表。1957年，被邓小平打为右派。1958年2月，中共甘肃省第二届代表大会第二次会议通过：开除省委常委、副省长孙殿才，省委委员、银川地委第一书记梁大钧，省委秘书长陆为公，民政厅副厅长刘余生，司法厅副厅长王新潮，银川专员曹又参等人党籍的决议，认定孙殿才等人结成了一个右派集团。